# Coop amba
Coop amba, tidligere FDB (forkortelse for Fællesforeningen for Danmarks Brugsforeninger) er en dansk andelsforening, hvor 2 millioner danske forbrugere er medlem og dermed medejere. Coop amba ejer ca. halvdelen af en af Danmarks største detailhandelsvirksomheder, Coop Danmark. Den anden ejer er energiselskabet OK.

## Historie
FDB blev grundlagt 1. januar 1896. Initiativet kom fra Severin Jørgensen , som så et behov for en national fællesforening for de selvstændige danske brugsforeninger. Initiativet kom på baggrund af, at der rundt i landet i årene før var gjort en række forsøg på at skabe lokale indkøbsamarbejder mellem brugsforeningerne. Ved etableringen i 1896 hed virksomheden "Fællesforeningen for Danmarks Brugsforeninger" (i daglig tale blot FDB), hvilket foreningen hed indtil 12. januar 2013, hvor navnet blev ændret til Coop amba for at tydeliggøre ejerskabet til detailhandlen gennem datterselskabet Coop Danmark A/S. 
FDB har fra 1896 stået for fælles indkøb, administration, distribution samt produktion af egne varer. Endvidere har fællesforeningen fra 1971 drevet butikker uden egen decentral forening. I perioden fra 2002 blev forening og forretning dog adskilt med etableringen af Coop Norden, hvor FDB, KF i Sverige og NKL i Norge samlede foreningernes detailhandelsvirksomhed. FDB købte i 2007 de danske butikker tilbage fra Coop Norden, men fastholdt med dannelsen af datterselskabet Coop Danmark A/S en organisatorisk adskillelse af forening og forretning.

## Butikker og fabrikker
FDB begyndte i 1897 at fremstille egne varer med et kafferisteri i Kolding. Kafferisteriet blev i 1900 suppleret med en chokolade- og bolsjefabrik og i 1902 med produktion af konfekt. I 1901 købte fællesforeningen en allerede etableret tobaksfabrik i Esbjerg, og successen fra egne fabrikker førte i 1904 til købet af et stort areal i Viby Jylland. Her stod en sæbefabrik, en teknisk-kemisk fabrik og en tovværksfabrik færdige i 1906, og i 1912 blev også opført en margarinefabrik. Fra midten af 1970'erne og frem til 1990'erne blev fabrikkerne gradvis nedlagt, og fra år 2000 blev hele fabriksarealet på 55.000 m2 gradvist omdannet til et erhvervscenter, idet de gamle fabriksbygninger blev ombygget og forsynet med nye tilbygninger, hvorpå FDB udlejede dem til andre erhvervsdrivende. I dag (2014) kaldes arealet for Sønderhøj og indeholder udover erhverv også uddannelsesinstitutioner. 
FDB har lanceret en lang række egne varemærker, som i dag stadig er i handelen, herunder Cirkel Kaffe, Davregryn, Pokal Øl, og Mustang samt den bæredygtige Änglamark-serie.
I 1928 udkom det første 'Brugsforenings-Bladet', som i 1945 skiftede navn til Samvirke. Bladet handler om forbrug, mad og sundhed og er i dag ifølge Index Danmark, Gallup, et af Danmarks mest læste og troværdige magasiner[kilde mangler].
Arkitekt Børge Mogensen blev ansat som leder af FDB's møbeltegnestue 1942-50, hvor en række klassiske danske møbler er blevet tegnet og derefter fremstillet af FDB-møbler. Møbeltegnestuen har siden været ledet af Poul Volther, Eyvind A. Johansson og Jørgen Bækmark. Da sidstnævnte gik af som leder af møbeltegnestuen i 1968, blev den nedlagt, men FDB fortsatte med at fremstille de klassiske møbler frem til 1980, hvor FDB's møbelfabrik blev solgt. I 2013 relancerede Coop en række af de gamle møbelklassikere og har siden taget en række nye møbler i sortiment, tegnet af nye møbeldesignere.
I 1972 åbnedes lavprisvarehusene OBS!, som aldrig blev rentable og derfor lukkede i 2002, hvor de omdannedes til Kvickly xtra. Disse omdannedes til almindelige butikker i kæden Kvickly i 2009.   
I 1986 gik FDB ind i byggemarkedsbranchen, da man via datterselskabet Fakta etablerede jem & fix. Det skete i samarbejde med Harald Nyborg-koncernen, der overtog hele kæden i 1997.
FDB overtog i 1990 aktiemajoriteten i radio/tv-kæden Merlin. Kæden blev solgt til Elgiganten i efteråret 2005 sammen med elektronikvarehuset Electronic World. I 1991 blev selskabet Big Store, der ejes 49% af FDB og 51% af købmand John Hanssen, etableret. Det nye selskab overtog fem tidligere Schou-Epa-varehuse, der blev genåbnet som Big Store. FDB overtog alle aktier i Big Store i 1994 og omdannede butikkerne til Kvickly-varehuse.
I 1991 blev FDB medejer af dametøjskæden MacCoy, der i 1997 blev solgt videre til KappAhl AB, der ejes af den svenske pendant til FDB, KF. 
I 2003 købte FDB forlaget IDG, der efterfølgende skiftede navn til Libris. Libris blev solgt med udgangen af 2008.

## Forening og medlemmer
Coop ambas øverste myndighed er Landsrådet. Det består af 124 valgte medlemmer - og alle medlemmer af Coop amba kan gennem bestyrelsen for sin lokale Kvickly, SuperBrugsen og Brugsen lade sig opstille som kandidat. Halvdelen af landsrådets medlemmer er på valg hvert år. Landsrådet vedtager foreningens strategiske udvikling, godkender regnskabet og vælger Coop ambas formand og bestyrelse.
Coop ambas formand har siden 2024 været Pernille Skipper. Alle Coops medlemmer kan gennem landsrådet lade sig opstille som kandidat til formandsposten og den øvrige bestyrelse. Bestyrelsen har ansvaret for foreningens drift og udpeger bestyrelsesmedlemmerne i Coop ambas datterselskaber.
Coop amba afholder gennem de lokale bestyrelser for alle Kvickly, SuperBrugsen og Brugsen  en række involverende medlemsaktiviteter i eller uden for butikkerne. Coop amba har ud over de ca. 3.300 lokale bestyrelsesmedlemmer også et stigende antal andre frivillige, som hjælper med aktiviteter som popup-restauranter ved større madfestivaler landet rundt og ved aktiviteter, hvor børn og unge bliver hjulpet til bedre madvaner. 
De valgte medlemmer i Coop amba har gennem årene været med til at søsætte en række af de tiltag, som mange forbinder Coop med, her i blandt: 
- Allerede ved stiftelsen af den første brugs i Thisted i 1866 blev folkeoplysning og dannelse en aktiv del af brugsernes virke, og dette blev yderligere udbygget i 1950 ved indmeldelsen i Dansk Folkeoplysnings Samråd.
- I dag har Coop den absolut største skolekontakt i Danmark og over 190.000 skoleelever er hvert år i kontakt med skolematerialer, som Coop har udviklet. Mest kendt blandt skolematerialerne er Madpyramiden fra 1976.
- Brugserne fik i november 1981 som den første detailhandelskæde i verden økologiske varer på hylderne.[6] I de seneste år har Coop ambas valgte medlemmer været med til at definere Coops vision 'Sammen om bedre mad' og vedtagelse af stiftelsen af Coop Bank.

## Erhvervsaktiviteter
Coop amba er ejer af følgende selskaber:
- Coop Danmark A/S (detailhandel) (ca. 50%)
  - SuperBrugsen
  - Brugsen
  - 365discount
  - Kvickly
  - Coop Trading (25%) (indkøb af varer til Coop-butikker i Norden)

- Coop Invest A/S
  - Republica A/S (reklamebureau)
  - Severin A/S (kursuscenter)